# غاردوني (مقاطعة)
مقاطعة غاردوني (بالمجرية: Gárdonyi járás) هي وحدة إدارية تقع في الجزء الأوسط الشرقي من مقاطعة فيير في هنغاريا. تُعد مدينة غاردوني مقرًا إداريًا للمقاطعة، وتحمل نفس الاسم. تقع المقاطعة ضمن إقليم ترانسدانوبيا الوسطى الإحصائي، وهو أحد أقاليم التخطيط في هنغاريا.

## الموقع الجغرافي
تقع مقاطعة غاردوني في منطقة ذات أهمية جغرافية وسياحية، وتضم بحيرة فيلينس (Velencei-tó) ضمن حدودها، وهي من أبرز الوجهات السياحية في وسط هنغاريا. تحدها إداريًا مقاطعات فرعية أخرى ضمن فيير.

## الإدارة والتقسيمات
تضم المقاطعة عددًا من البلدات والقرى، وتدار من قبل حكومة محلية مقرها مدينة غاردوني. وتُعد من المقاطعات الفرعية المتوسطة الحجم ضمن المحافظة.